# Palmipenna pilicornis
Palmipenna pilicornis is een insect uit de familie van de Nemopteridae, die tot de orde netvleugeligen (Neuroptera) behoort. 
Palmipenna pilicornis is voor het eerst wetenschappelijk beschreven door Tjeder in 1967.